# Puchar Ameryki Południowej w narciarstwie alpejskim mężczyzn 2018
Puchar Ameryki Południowej w narciarstwie alpejskim mężczyzn w sezonie 2018 zawody w narciarstwie alpejskim rozgrywane pod patronatem Międzynarodowej Federacji Narciarskiej (FIS) w lecie 2018 roku. Pierwsze zawody odbyły się 25 sierpnia w argentyńskim Las Leñas, a ostatnie zostały rozegrane 19 września w argentyńskim kurorcie Cerro Castor.
Triumfu w klasyfikacji generalnej z poprzedniego sezonu bronił Serb Marko Vukićević. Tym razem najlepszy okazał się Słoweniec Klemen Kosi.
Ze wszystkich dwóch planowanych zawodów superkombinacji, ani jedne nie doszły do skutku, dlatego też ta konkurencja nie jest liczona oddzielnie, ani brana pod uwagę do klasyfikacji generalnej.

## Podium zawodów

### Indywidualnie
| Lp. | Data             | Miejscowość    | Konkurencja     | 1. Miejsce                     | 2. Miejsce                          | 3. Miejsce                       |
| --- | ---------------- | -------------- | --------------- | ------------------------------ | ----------------------------------- | -------------------------------- |
| —   | 16 sierpnia 2018 | Cerro Catedral | Gigant          | Odwołano                       | Odwołano                            | Odwołano                         |
| —   | 17 sierpnia 2018 | Cerro Catedral | Slalom          | Odwołano                       | Odwołano                            | Odwołano                         |
| 1.  | 25 sierpnia 2018 | Las Leñas      | Slalom          | Enrique Evia y Roca            | Cristian Javier Simari Birkner      | Diego Holscher                   |
| 2.  | 26 sierpnia 2018 | Las Leñas      | Gigant          | Diego Holscher                 | Cristian Javier Simari Birkner      | Andres Figueroa                  |
| 3.  | 27 sierpnia 2018 | Las Leñas      | Gigant          | Cristian Javier Simari Birkner | Sven von Appen                      | Diego Holscher                   |
| —   | 27 sierpnia 2018 | Las Leñas      | Supergigant     | Odwołano                       | Odwołano                            | Odwołano                         |
| 4.  | 1 września 2018  | El Colorado    | Gigant          | Rasmus Windingstad             | Henrik Røa                          | Ondřej Berndt                    |
| 5.  | 2 września 2018  | La Parva       | Slalom          | Ondřej Berndt                  | Jan Zabystřan                       | Tomáš Klinský                    |
| 6.  | 4 września 2018  | La Parva       | Zjazd           | Dominik Schwaiger              | Blaise Giezendanner Marko Vukićević | –                                |
| 7.  | 4 września 2018  | La Parva       | Zjazd           | Klemen Kosi                    | Dominik Schwaiger                   | Josef Ferstl                     |
| 8.  | 5 września 2018  | La Parva       | Supergigant     | Andreas Sander                 | Thomas Dreßen                       | Johan Clarey                     |
| 9.  | 5 września 2018  | La Parva       | Supergigant     | Johan Clarey                   | Brice Roger                         | Klemen Kosi                      |
| —   | 10 września 2018 | El Colorado    | Superkombinacja | Odwołano                       | Odwołano                            | Odwołano                         |
| —   | 11 września 2018 | El Colorado    | Superkombinacja | Odwołano                       | Odwołano                            | Odwołano                         |
| 10. | 11 września 2018 | El Colorado    | Supergigant     | Manuel Schmid                  | Marko Vukićević                     | Miha Hrobat                      |
| —   | 12 września 2018 | El Colorado    | Zjazd           | Odwołano                       | Odwołano                            | Odwołano                         |
| 11. | 12 września 2018 | El Colorado    | Supergigant     | Klemen Kosi                    | Miha Hrobat                         | Henrik von Appen Marko Vukićević |
| —   | 13 września 2018 | El Colorado    | Zjazd           | Odwołano                       | Odwołano                            | Odwołano                         |
| 12. | 17 września 2018 | Cerro Castor   | Slalom          | Jean-Baptiste Grange           | Fabian Bacher                       | Federico Liberatore              |
| 13. | 18 września 2018 | Cerro Castor   | Slalom          | Simon Maurberger               | Hans Vaccari                        | Alex Vinatzer                    |
| 14. | 19 września 2018 | Cerro Castor   | Gigant          | Pawieł Trichiczew              | Alex Vinatzer                       | Remy Falgoux                     |

## Klasyfikacje
| Lp. | Zawodnik                       | Punkty |
| --- | ------------------------------ | ------ |
| 1.  | Klemen Kosi                    | 415    |
| 2.  | Cristian Javier Simari Birkner | 381    |
| 3.  | Marko Vukićević                | 293    |
| 4.  | Manuel Schmid                  | 264    |
| 5.  | Miha Hrobat                    | 261    |
| 6.  | Diego Holscher                 | 259    |
| 7.  | Dominik Schwaiger              | 226    |
| 8.  | Ondřej Berndt                  | 213    |
| 9.  | Josef Ferstl                   | 173    |
| 10. | Henrik von Appen               | 172    |

| Lp. | Zawodnik                 | Punkty |
| --- | ------------------------ | ------ |
| 1.  | Dominik Schwaiger        | 180    |
| 2.  | Klemen Kosi              | 129    |
| 3.  | Marko Vukićević          | 116    |
| 4.  | Blaise Giezendanner      | 109    |
| 5.  | Josef Ferstl             | 92     |
| 6.  | Manuel Schmid            | 90     |
| 7.  | Matthieu Bailet          | 85     |
| 8.  | Thomas Mermillod Blondin | 77     |
| 9.  | Boštjan Kline            | 74     |
| 10. | Miha Hrobat              | 54     |

| Lp. | Zawodnik         | Punkty |
| --- | ---------------- | ------ |
| 1.  | Klemen Kosi      | 260    |
| 2.  | Marko Vukićević  | 177    |
| 3.  | Manuel Schmid    | 174    |
| 4.  | Miha Hrobat      | 162    |
| 5.  | Johan Clarey     | 160    |
| 6.  | Martin Čater     | 141    |
| 7.  | Henrik von Appen | 131    |
| 8.  | Thomas Dreßen    | 130    |
| 9.  | Andreas Sander   | 100    |
| 10. | Josef Ferstl     | 81     |

| Lp. | Zawodnik                       | Punkty |
| --- | ------------------------------ | ------ |
| 1.  | Cristian Javier Simari Birkner | 218    |
| 2.  | Diego Holscher                 | 194    |
| 3.  | Andres Figueroa                | 134    |
| 4.  | Sven von Appen                 | 109    |
| 5.  | Diego Leon                     | 101    |
| 6.  | Rasmus Windingstad             | 100    |
| 6.  | Pawieł Trichiczew              | 100    |
| 8.  | Alex Vinatzer                  | 80     |
| 8.  | Henrik Røa                     | 80     |
| 10. | Ondřej Berndt                  | 68     |

| Lp. | Zawodnik                       | Punkty |
| --- | ------------------------------ | ------ |
| 1.  | Cristian Javier Simari Birkner | 163    |
| 2.  | Hans Vaccari                   | 116    |
| 3.  | Enrique Evia y Roca            | 110    |
| 4.  | Federico Liberatore            | 110    |
| 5.  | Ondřej Berndt                  | 100    |
| 5.  | Simon Maurberger               | 100    |
| 5.  | Jean-Baptiste Grange           | 100    |
| 8.  | Delfin van Ditmar              | 98     |
| 9.  | Matias Drajzibner              | 87     |
| 10. | Jan Zabystřan                  | 80     |
| 10. | Fabian Bacher                  | 80     |